# Hydropsyche alabama
Hydropsyche alabama är en nattsländeart som beskrevs av Lago och Harris 1991. Hydropsyche alabama ingår i släktet Hydropsyche och familjen ryssjenattsländor. Inga underarter finns listade i Catalogue of Life.